# كارمن اموراغا
كارمن امورجا (بالاسبانية: María Carmen Amoraga Toledo ) كاتبة اسبانية ولدت عام 1969 في بلنسية ،Picanya ، ودرست علوم المعلومات في الجامعة.  حازت على جائزة اتينيو جوفين ( Ateneo Joven award) عام 1997 عن عملها () وايضا جائزة نادال عام 2014 عن عملها La vida era eso (الحياة التي كانت) 

## اعمالها
- 1991: حتى يتم فقدان أي شيء بالاسبانية:Para que nada se pierda
- 2000: كل المداعبات، بالاسبانية:Todas las caricias
- 2003: الليلة الطويلة La larga noche
- 2006: Palabras más, palabras menos
- 2007: شيء مثل ذلك الحب بالاسبانية:Algo tan parecido al amor
- 2010: El tiempo mientras tanto [2]
- 2012:البرق النائم، بالاسبانية: El rayo dormido
- 2013: الحياة التي كانت، بالاسبانية: La vida era eso